# Østerbro (Aalborg)
 For alternative betydninger, se Østerbro (flertydig). (Se også artikler, som begynder med Østerbro)
Østerbro er en gade i Aalborg. Gaden forlængede byens Algade øst for Østergravens Å. Efterleddet bro henviser til at gaden var brolagt. 
I vest fortsættes Østerbro af Nørregade og Nytorv mod øst ender Østerbro i krydset Østre Alle / Hadsundvej. En række boliger ligger på Østerbro, der også har blandet erhverv også med værtshuse og cafeer. I gaden ligger bl.a. en tankstation, Hotel Aalborg og Aalborgs kulturcenter Nordkraft åbnede i 2009. I 2013 begyndte indflytningen i Østerbro Brygge, som er et ejendomsprojekt, der ligger, hvor der fandtes et autoværksted og autoforhandler indtil 2011. Ejendommen indeholder bl.a. 80 ungdomsboliger, ejerlejligheder, bl.a. penthouselejligheder, cateringfirmaet Australian Barbeque og en Rema 1000.